# Carlos Lasso
Carlos Lasso (Cali, Valle del Cauca, Colombia; 21 de enero de 1988) es un futbolista colombiano. Juega de defensa.

## Clubes
| Club              | País     | Año         |
| ----------------- | -------- | ----------- |
| Cortuluá          | Colombia | 2011        |
| Real Santander    | Colombia | 2012 - 2014 |
| Tigres F. C.      | Colombia | 2015 - 2018 |
| Deportivo Pereira | Colombia | 2019        |

## Palmarés

### Campeonatos nacionales
| Título    | Clunb             | País     | Año  |
| --------- | ----------------- | -------- | ---- |
| Primera B | Deportivo Pereira | Colombia | 2019 |